# Ruovesi
Ruovesi é um município da Finlândia da região de Pirkanmaa. Em 2017 a sua povoação era de 4.514 habitantes. A superfície do termo municipal é de 950,16 km2, dos quais 173,97 km2 são cobertos por água.  O concelho tem uma densidade populacional de 5,82 hab./km². Faz fronteira com os municípios de Juupajoki, Mänttä-Vilppula, Orivesi, Tampere, Virrat e Ylöjärvi.
O concelho é uma região unilíngue do finlandês.